# Spolna dvoličnost
Spolna dvoličnost ali s tujko spolni dimorfizem je pojav, da se predstavniki moškega in ženskega spola neke vrste dosledno razlikujejo med seboj po telesni zgradbi ali drugih znakih, kot odraz različne vloge spolov pri spolnem razmnoževanju. Običajno ločimo primarno in sekundarno spolno dvoličnost: prva opisuje razlike v znakih, ki so neposredno povezani z razmnoževanjem (na primer same spolne organe), druga pa ostale, ki bolj posredno vplivajo na razmnoževalni uspeh. Po spolno dvoličnih znakih je pri mnogih vrstah mogoče ločiti spola že na prvi pogled.
V osnovi je pojav posledica dejstva, da ženski spolni organi izločajo velike gamete z zalogo hranil za potomstvo (jajčeca), moški pa mnogo številčnejše mikrogamete (semenčice). Zaradi tega se strategija razmnoževanja razlikuje med spoloma, posledica česar je, da bo znak, kot je denimo telesna velikost, povečal razmnoževalni uspeh osebkov moškega spola pri drugačni vrednosti kot pri osebkih ženskega spola. Spolno dvolični znaki so lahko bodisi fizični (v telesni zgradbi), bodisi fiziološki ali vedenjski. Z evolucijo se nato razlike povečajo do največje mere, ki še daje prednost obojim. Poleg vplivov okolja je omejujoč dejavnik tudi to, da imata spola enak ali skoraj enak genom, zato nastajajo razlike predvsem na ravni izražanja genov.
Osnovni mehanizem nastanka razlik je naravno odbiranje, najizrazitejši primeri spolne dvoličnosti pa so tudi rezultat spolnega odbiranja, ki ga usmerjata tekmovanje med samci za dostop do samic ali med samicami za dostop do samcev (znotrajspolno odbiranje) in samičina izbira spolnega partnerja (medspolno odbiranje). Ta včasih vodi do ekstremnih razlik, kot so živopisana operjenost in drugi ornamenti pri samcih ptičev, katerih samice so običajno nevpadljivih zemeljskih barv, in ekstremne razlike v telesni velikosti med samci in samicami nekaterih skupin pajkov. Pri rastlinah je dvospolnost redka; spolna dvoličnost se pri njih odraža v podpornih strukturah cvetov, v še redkejših primerih dvoličnosti sekundarnih spolnih znakov pa največkrat v velikosti.